# Pseudochalcura gibbosa
Pseudochalcura gibbosa is een vliesvleugelig insect uit de familie Eucharitidae. De wetenschappelijke naam is voor het eerst geldig gepubliceerd in 1881 door Provancher.